# David Stetch
David Stetch (* 8. August 1971) ist ein ehemaliger kanadischer Eishockeyspieler.

## Werdegang
Der Angriffsspieler David Stetch begann seine Karriere an der University of Manitoba und spielte in der Saison 1997/98 für den Club Trondheim IK in der erstklassigen norwegischen Eliteserien. Während der Saison wechselte Stetch zum deutschen Regionalligisten ETC Timmendorfer Strand, mit dem er in die zweitklassige 1. Liga Nord aufstieg. 1998 wechselte Stetch zum EC Pfaffenhofen, mit dem er zwei Jahre später aus der Regionalliga Süd abstieg. 
Im Jahre 2001 wechselte er zum Regionalligisten EHC Solingen. Zur Saison 2003/04 wechselte David Stetch zum Ligarivalen Herforder EC. Dieser musste jedoch zum Jahresende wegen Insolvenz aufgelöst werden und Stetch kehrte nach Solingen zurück. 2005 folgte der Wechsel zu den Crocodiles Hamburg, mit denen Stetch am Saisonende aus der Regionalliga Nord absteigen musste. 
In der Saison 2006/07 spielte Stetch für den Regionalligisten Dinslaken Kobras und kehrte 2007 mit dem Wechsel zum EC Bergisch Land zum dritten Mal nach Solingen zurück. Während der Saison wechselte Stetch zum Ligarivalen Königsborner JEC, wo er 2009 seine Karriere beendete.